# Classe Thyella
I cacciatorpediniere classe Thyella sono unità realizzate per la Regia Marina Greca negli anni precedenti alla prima guerra mondiale, quando il governo greco intraprese un programma di ricostituzione della forza navale dopo aver perso la guerra greco-turca del 1897.

## Unità
La classe era composta da quattro unità: Thyella, Lonchi, Nafkratousa e Sfendoni I.
Le quattro navi, ordinate in Gran Bretagna nel 1905, sono state tra le ultime navi costruite dai cantieri Yarrow a Cubitt Town, Londra, prima del trasferimento degli stessi nei cantieri di Glasgow, sul fiume Clyde.
| Nome        | Impostazione | Varo | Entrata in servizio | Destino finale                                        |
| ----------- | ------------ | ---- | ------------------- | ----------------------------------------------------- |
| Thyella     | 1905         | 1907 | 1907                | affondata dalla Luftwaffe il 21 aprile 1941           |
| Lonchi      | 1905         | 1907 | 1907                | radiata per obsolescenza nel 1926 e demolita nel 1931 |
| Nafkratousa | 1905         | 1906 | 1906                | naufragata nel 1921 al largo di Milos                 |
| Sfendoni I  | 1905         | 1907 | 1907                | dismessa nel 1945 al termine della II guerra mondiale |

## Storia
Le quattro navi vennero catturate dagli Alleati quando la Grecia era in bilico tra loro e gli Imperi Centrali, con lo scontro tra Venizelos ed il re, nell'ottobre 1916, e prestarono servizio con la Marine Nationale francese dal 1917 al 1918, quando vennero restituite alla Vasilikon Naftikon con compiti di scorta, principalmente nel settore del Mediterraneo orientale.
Il loro servizio post guerra fu lungo, tranne per la Nafkratousa che naufragò al largo di Milos nel 1921. La Lonchi fu radiata nel 1926, mentre le altre due arrivarono fino alla seconda guerra mondiale, dove la capoclasse venne affondata al Pireo da bombardieri tedeschi mentre la Sfendoni I (Σφενδόνη = fionda) dapprima effettuò varie missioni di scorta in acque greche contro gli italiani, e dopo l'entrata in guerra dei tedeschi prese il largo insieme ad altre navi, compreso l'incrociatore corazzato Georgios Averof, e si mise al servizio degli Alleati.